# Now You're Gone - The Album
Now You're Gone - The Album és l'àlbum del productor de dance suec Basshunter. L'àlbum fou llançat 14 de juliol de 2008 per Hard2Beat Records.

## Llista de cançons
| Núm.           | Títol                                                | Durada |
| -------------- | ---------------------------------------------------- | ------ |
| 1.             | "Now You're Gone" (feat. DJ Mental Theo’s Bazzheadz) | 2:30   |
| 2.             | "All I Ever Wanted"                                  | 2:58   |
| 3.             | "Please Don't Go"                                    | 2:50   |
| 4.             | "I Miss You"                                         | 3:47   |
| 5.             | "Angel in the Night"                                 | 3:23   |
| 6.             | "In Her Eyes"                                        | 3:14   |
| 7.             | "Love You More"                                      | 3:52   |
| 8.             | "Camilla"                                            | 3:16   |
| 9.             | "Dream Girl"                                         | 4:28   |
| 10.            | "I Can Walk on Water"                                | 3:46   |
| 11.            | "Bass Creator"                                       | 5:02   |
| 12.            | "Russia Privjet"                                     | 4:05   |
| Cançons extres |                                                      |        |
| 13.            | "Boten Anna"                                         | 3:29   |
| 14.            | "DotA"                                               | 3:22   |
| 15.            | "Now You're Gone" (Fonzerelli Edit)                  | 3:15   |
| 16.            | "All I Ever Wanted" (Fonzerelli Edit)                | 2:34   |

## Llistes
| Llista (2008/2009)         | Posició més alta |
| -------------------------- | ---------------- |
| Regne Unit Top 100         | 1                |
| Nova Zelanda Top 40        | 1                |
| Irlanda Top 100            | 2                |
| Europa Top 100             | 6                |
| US Dance/Electronic Albums | 14               |
| Àustria Top 75             | 17               |
| Bèlgica Top 100            | 31               |
| Suïssa Top 100             | 31               |
| Finlàndia Top 40           | 35               |
| França Top 200             | 36               |
| Suècia Top 60              | 38               |
| Polònia Top 50             | 43               |
| US Heatseekers Albums      | 45               |

| Llista (2008)                        | Posició |
| ------------------------------------ | ------- |
| Regne Unit (Official Charts Company) | 45      |

| Llista (2009)                    | Posició |
| -------------------------------- | ------- |
| Nova Zelanda (Recorded Music NZ) | 14      |